# قمة النقب
قمة النقب هي مؤتمر انعقد يومي 27 و 28 مارس 2022 في سديه بوكير بإسرائيل، حيث استضاف وزير الخارجية الإسرائيلي يائير لبيد وزراء خارجية البحرين ومصر والمغرب والإمارات، وكذلك وزير الخارجية الأمريكي أنتوني بلينكن.
ومثل الدول العربية الأربع الحاضرة في المؤتمر وزراء خارجيتها: عبد الله بن زايد آل نهيان وزير خارجية الإمارات، وعبد اللطيف بن راشد الزياني من البحرين، وناصر بوريطة وزير خارجية المغرب، وسامح شكري وزير خارجية مصر.
وذكرت الأنباء أن الغرض من القمة كان إظهار جبهة سياسية وأمنية موحدة ضد إيران، على خلفية السعي لتجديد الاتفاق النووي بين دول مجموعة 5+1 وإيران، وضد عدوان إيران في جميع دول الشرق الأوسط.[بحاجة لمصدر] في 28 مارس 2022، تم الإعلان عن أن المؤتمر سيصبح منتدى سنويًا، يسمى منتدى النقب.

## الدول الأعضاء
- إسرائيل
- الولايات المتحدة الأمريكية
- الإمارات العربية المتحدة
- جمهورية مصر العربية
- المغرب
- البحرين

## تاريخ
نُظّم الاجتماع من قبل وزير خارجية إسرائيل يائير لبيد، وكان هدفه الأساسي إقامة تحالف دولي ضد البرنامج النووي الإيراني.[بحاجة لمصدر] في البداية، كانت الفكرة هي الجمع بين أكبر عدد ممكن من البلدان من اتفاقيات إبراهيم، من أجل تقوية الروابط وتعميقها.[بحاجة لمصدر] هذا بعد أيام قليلة من زيارة رئيس وزراء إسرائيل، نفتالي بينيت، لمصر أيضًا.  كما عُرض على وزير الخارجية الأردني الانضمام إلى المؤتمر، لكنه كان يعقد سلسلة اجتماعات في الكويت في ذلك الوقت.

## القمة

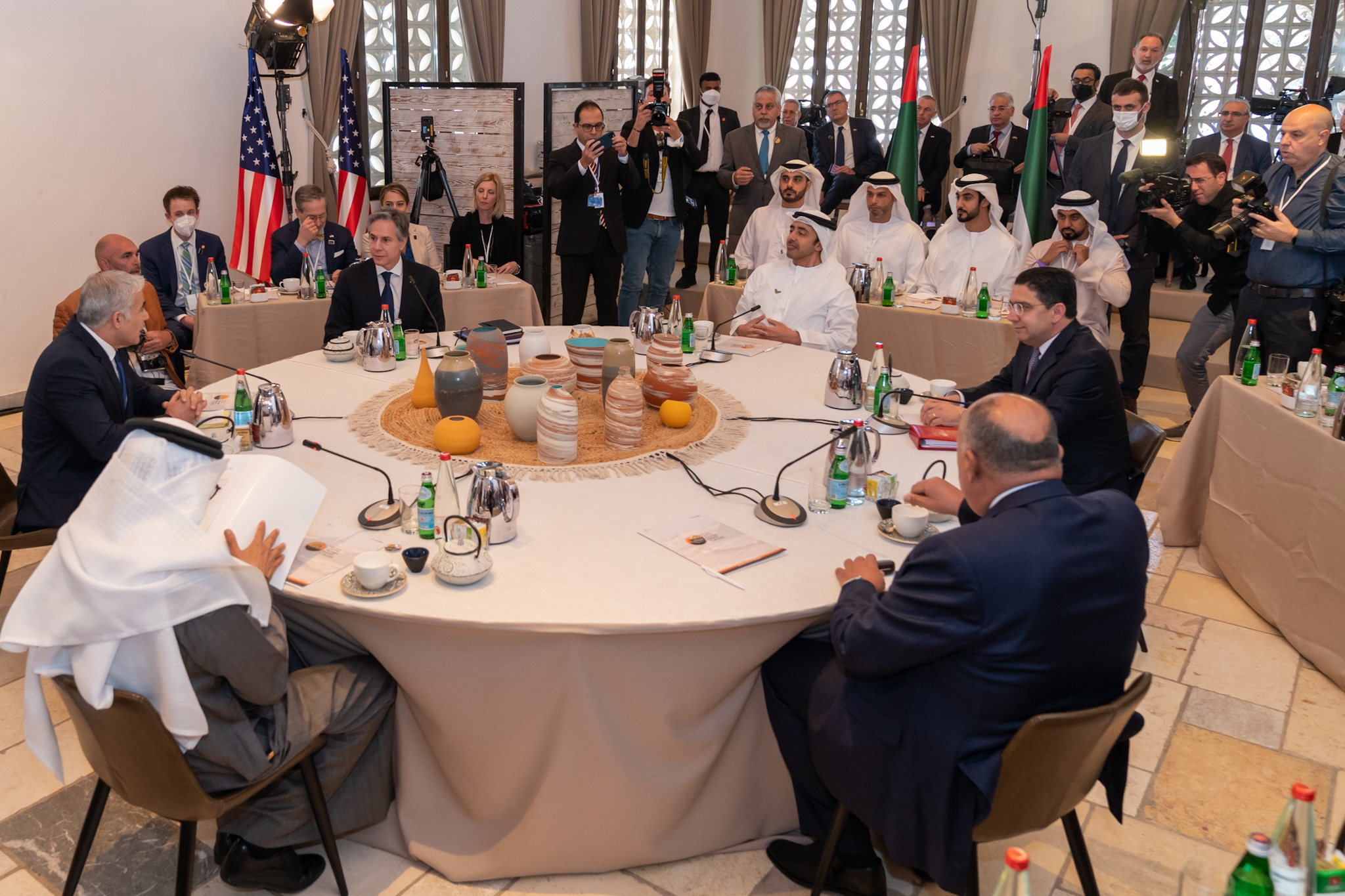
بلينكين في قمة النقب

اجتمع وزراء خارجية إسرائيل ومصر والمغرب والبحرين والإمارات ووزير خارجية الولايات المتحدة في سديه بوكير في النقب بإسرائيل، وقرروا عقد اجتماعات منتظمة حول الأمن الإقليمي والالتزام بمواصلة التوسع الاقتصادي. والتعاون الدبلوماسي.
وقرر وزراء الخارجية الستة الذين شاركوا في القمة تشكيل عدد من مجموعات العمل المشتركة. أولها ميناقشة الأمن القومي والحرب على الإرهاب، ومجموعات العمل الأخرى ستكون عن التعليم والصحة والطاقة والسياحة والغذاء والماء. بالإضافة إلى ذلك، اتفق وزراء الخارجية الستة على أن كل اجتماع سنوي (أو نصف سنوي) سيعقد في مدينة صحراوية مختلفة، ليرمز إلى القضية المشتركة بين جميع البلدان ذات الصلة: الحاجة إلى تحسين إمدادات المياه، والسياحة الصحراوية، ومخاوف الأمن الغذائي.[بحاجة لمصدر] وشملت الموضوعات التي أثيرت أسعار القمح، ومسألة الصحراء الغربية، والقرصنة في البحر الأحمر، والتعامل مع إطلاق الطائرات بدون طيار والصواريخ بعيدة المدى، بالإضافة إلى إثارة المعارضة للاتفاق النووري مع إيران وخطة العمل الشاملة المشتركة ومقاومة وكلائها.[بحاجة لمصدر]
وقال وزير خارجية الولايات المتحدة أنتوني بلينكن إن الاجتماع «يمكن أن يوسع إمكانات السلام وحل النزاعات في جميع أنحاء المنطقة». كما قال إنه يؤيد حل الدولتين لفلسطين وانتقد بناء المستوطنات الإسرائيلية على الأراضي المتنازع عليها. كما قال المشاركون في الحكومات العربية إن على إسرائيل «إحراز تقدم في تنفيذ حل الدولتين للفلسطينيين وعاصمتها القدس الشرقية».
ووقع خلال القمة هجوم في الخضيرة قُتل خلاله ضابطا شرطة برصاص اثنين من عرب إسرائيل اللذين بايعا تنظيم الدولة الإسلامية. وأدان جميع المشاركين في القمة الهجوم بالإجماع.